# Ozleworth
Ozleworth è un villaggio e parrocchia civile dell'Inghilterra, appartenente alla contea del Gloucestershire.